# Álfové
Álfové (seversky álfr, plurál álfar) jsou bytosti ze severské mytologie. 

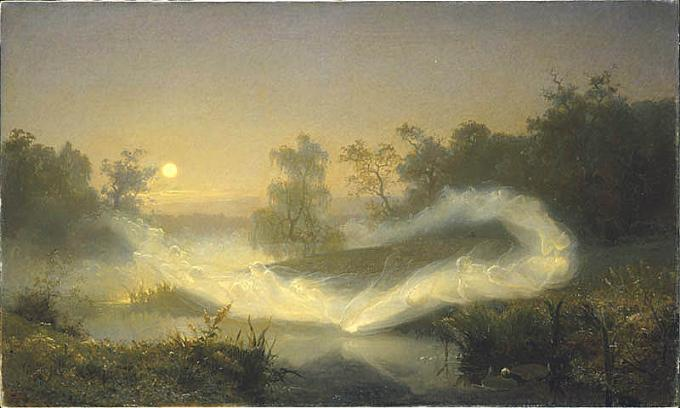
Tančící Álfové na obraze Augusta Malmströma

Podobné bytosti byly známy u ostatních germánských národů, zdroje o nich jsou však velmi kusé. Jedná se anglosaského aelfa, v plurálu ylfe a starohornoněmeckého alba/alpa, v plurálu elbe. Z německého vzoru vychází alp podobný můře, z anglického pak novověký britský koncept elfa přežívající především ve fantasy. Na álfy nazývané huldufólk se stále věří na Islandu a Faerských ostrovech.
V českých překladech a populárně naučné literatuře jsou álfové zpravidla ztotožňováni se skřítky, šotky, koboldy, bludičkami, vodníky a rusalkami. Taková identifikace však vychází spíše z nekritického přijetí interpretací prvních badatelů v oblasti severské mytologie než z primárních pramenů.
V Poetické Eddě, sbírce mytologických a hrdinských písní sestavené ve 13. století jsou álfové nejčastěji pouze zmiňováni společně s Ásy. Vystupují však v písni Lokiho pře na hostině bohů. Zároveň se zde objevují jména trpaslíků – dvergar obsahující komponent „álf“ a v souvislosti s álfy je zmiňován Dáin, na jiných místech Eddy označovaný za trpaslíka či jednoho z jelenů pasoucích se Yggdrasilu. Jedinou postavou ze severské poezie která je přímo označena jako álf je mytický kovář a vládce álfů Völund.
Na základě Veršů o cestě na Východ z počátku 11. století zmiňujících obětování álfům, lze předpokládat že existoval jejich kult.
Podle Clauda Lecouteuxe představovali krásné a dobrotivé bytosti blízké bohům spojené plodností, kultem mrtvých, vodou a sluncem. Jejich protikladem byli dvergar – trpaslíci.

## Etymologie
Slovo je odvozeno od pragermánského *albiz, to zase od praindoevropského *albhós či *helbhós ve významu „bílý“. Ze stejného kořene mohou pocházet i geografická jména Alpy a Labe. Základ této etymologie položil již Jacob Grimm a Ferdinand de Saussure. Konkrétní indoevropský kořen pak odvodil Elis Wadstein. Adalbert Kuhn spojil slovo elf se sanskrtským rbhu („obratný řemeslník“), jež označovalo démony, kteří vykovali bohům šperky. K této etymologii se přiklonil i Jan de Vries, jejím problémem je však že vychází ze záměny elfů a s trpaslíky, která proběhla až během středověku.

## Světlí, temní a černí álfové
Álfheim („svět álfů“) je poprvé zmiňován v eddické Písni o Grímnim kde se uvádí že jeho vládcem je Frey.
V Prozaické Eddě z počátku 13. století Snorri Sturluson zmiňuje ljósálfar „světlé elfy“, na pohled jasnější než slunce, jež obývají Álfheim a podle jeho názoru též nejvyšší nebe Vídbláin. Zároveň však zmiňuje dökkalfar „temné elfy“ žijící v zemi a lišící se od ljosálfar vzhledem a především povahou a poté mluví o světě Svartálfheim „zemi černých álfů“ kterou však obývají trpaslíci.
Podle Clauda Lecouteuxe existenci temných elfů z křesťanského konceptu duší které nebyly dobré ani zlé a proto musí projít očistcem či z tradice o andělech kteří se nepostavili za Boha ani Lucifera a byli svrženi na zem.